# Portulaca rubricaulis
Portulaca rubricaulis Kunth, conocida como mañanita de monte, mañanita amarilla, verdolaga de tallo rojo o verdolaga de flor es una planta anual suculenta de la familia Portulacaceae.

## Descripción
Hierba anual suculenta con tallos ramosos y/o suculentos erectos con pelos simples axilares blancos, hojas alternas con ápice agudo, alcanza hasta los 33 centímetros de altura.Tiene de 1 a 3 flores solitarias amarillas, generalmente de 5 a 6 pétalos, cerca de 50 estambres y de 4 a 7 estigmas. Su fruto es una cápsula de 4 a 6 milímetros de altura, semillas de menos de un milímetro de cafés a negras.

## Distribución y hábitat

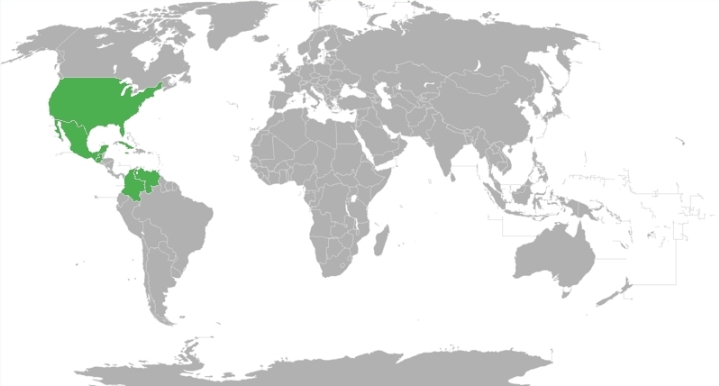
Distribución

Se distribuye desde Estados Unidos, Norte de Sudamérica hasta Las Antillas, crece frecuentemente en lugares perturbados o rocosos.

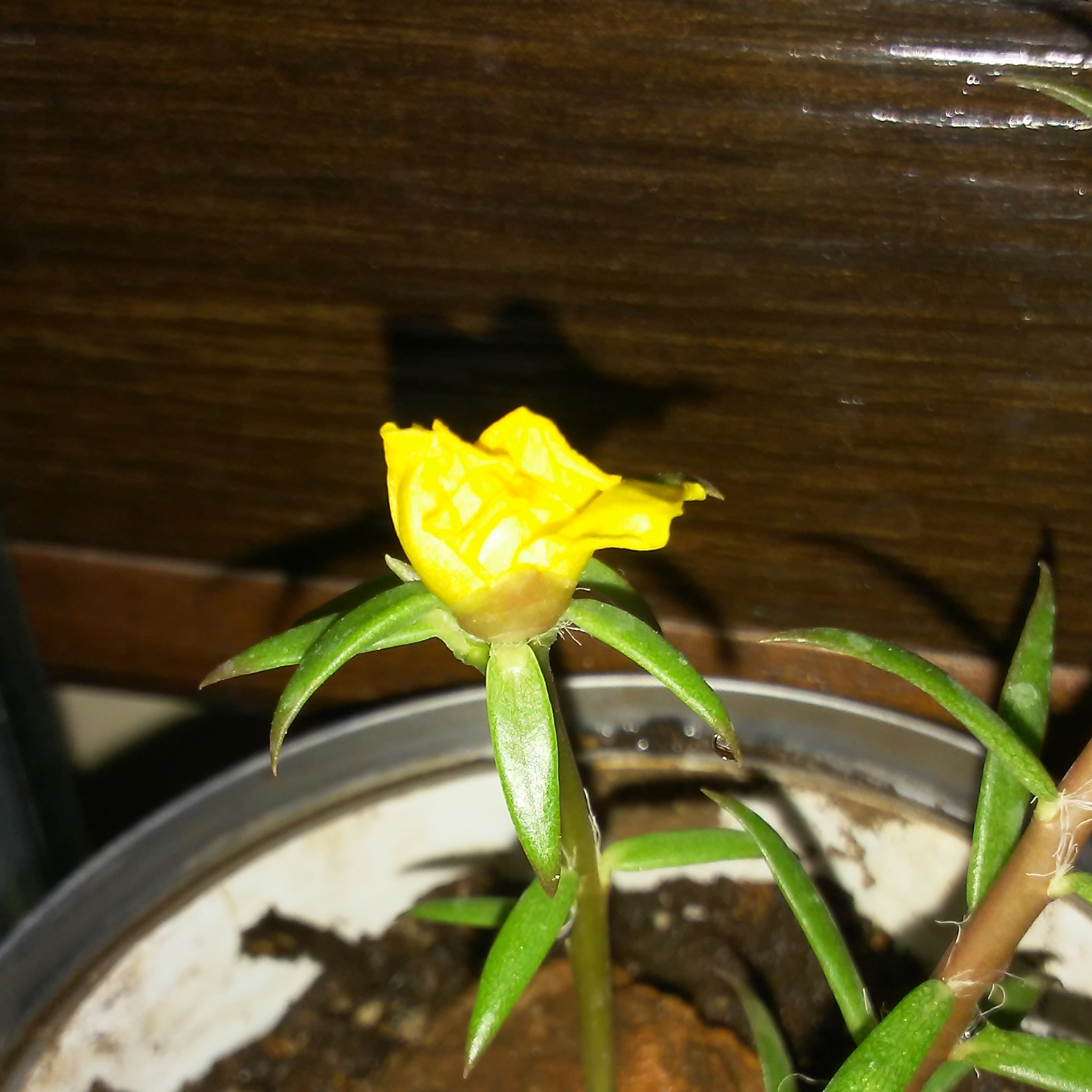
Flor de portulaca rubricaulis cerrándose

## Taxonomía
Portulaca rubricaulis fue descrito por Carl Sigismund Kunth, el nombre del taxón fue publicado en 1823.
Etimología
Portulaca: Nombre que proviene del latín, que significa "verdolaga". 
rubricaulis: Epíteto latino de las palabras ruber="rojizo" y caulis="tallo" que alude a sus tallos de color rojizo.

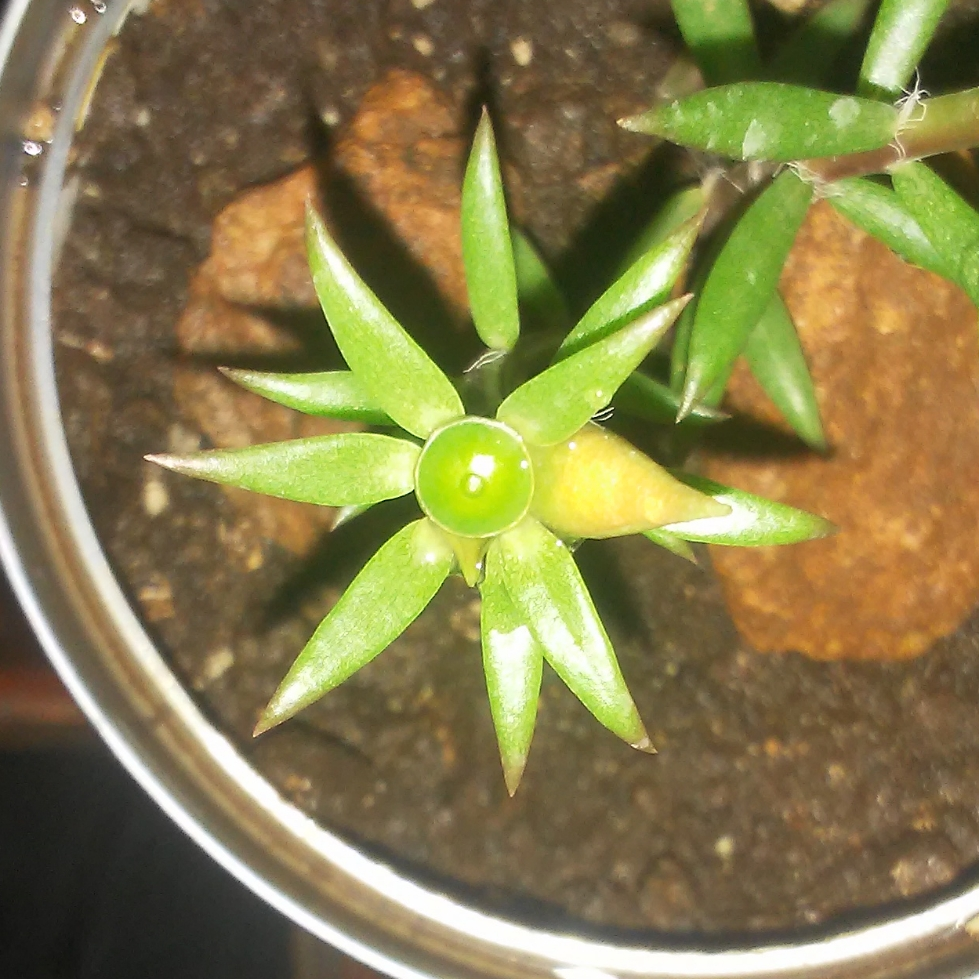
Sépalos y cápsula de mañanita de monte